# Русское Добрино
Русское Добрино — село в Клявлинском районе Самарской области в составе сельского поселения Назаровка.

## География
Находится на расстоянии примерно 28 километров по прямой на восток-северо-восток от районного центра железнодорожной станции Клявлино.

## История
Село упоминается с середины XIX века, когда в нем была построена Казанская церковь. В 1900 году в нем проживало 2743 человек, а в 1910 году уже 3278 человек. 

## Население
Постоянное население составляло 377 человек (русские 94%) в 2002 году, 277 в 2010 году.